# Pancetta di Calabria
Pancetta di Calabria (DOP) è un preparato a base di carne D.O.P.